# Biatlo nos Jogos Olímpicos de Inverno de 1960
O biatlo retornou ao programa olímpico nos Jogos Olímpicos de Inverno de 1960 realizados em Squaw Valley, nos Estados Unidos. Em edições anteriores o esporte utilizou-se das regras da patrulha militar, sendo considerado nessa edição a estreia do biatlo moderno, com o formato atual. Apenas em 1924 o biatlo havia estado oficialmente em disputa nos Jogos Olímpicos, sendo esporte de demonstração em outras três oportunidades.
Consistiu de um único evento disputado apenas por homens no formato de 20 quilômetros de esqui cross-country, com séries de vinte tiros durante quatro períodos determinados através das distâncias de 200m, 250m, 150m e 100 metros. Nos três primeiros períodos os tiros foram realizados na posição deitada, e no último em pé. Cada erro ao alvo ocasionou no acréscimo de dois minutos de penalidade ao tempo final do competidor.

## Medalhistas
| Ouro   | SWE Klas Lestander     |
| Prata  | FIN Antti Tyrväinen    |
| Bronze | URS Aleksandr Privalov |

## Resultados
| Posição           | Atleta                  | Tempo     | Penalidade por erros ao alvo | Tempo total |
| ----------------- | ----------------------- | --------- | ---------------------------- | ----------- |
| Medalha de ouro   | SWE Klas Lestander      | 1:33:21.6 | 0                            | 1:33:21.6   |
| Medalha de prata  | FIN Antti Tyrväinen     | 1:29:27.7 | 4                            | 1:33:27.7   |
| Medalha de bronze | URS Aleksandr Privalov  | 1:28.54.2 | 6                            | 1:34:54.2   |
| 4                 | URS Vladimir Melanin    | 1:27:42.4 | 8                            | 1:35:42.4   |
| 5                 | URS Valentin Pshenitsyn | 1:30:45.8 | 6                            | 1:36:45.8   |
| 6                 | URS Dmitry Sokolov      | 1:28:16.7 | 10                           | 1:38:16.7   |
| 7                 | NOR Ola Wærhaug         | 1:36:35.8 | 2                            | 1:38:35.8   |
| 8                 | FIN Martti Meinilä      | 1:29:17.0 | 10                           | 1:39:17.0   |
| 9                 | FIN Kuno Werner         | 1:29:33.8 | 12                           | 1:41:33.8   |
| 10                | NOR Henry Hermansen     | 1:34:20.1 | 8                            | 1:42:20.1   |
| 11                | NOR Jon Istad           | 1:36:53.5 | 8                            | 1:44:53.5   |
| 12                | SWE Tage Lundin         | 1:33:56.3 | 12                           | 1:45:56.3   |
| 13                | EUA Herbert Kirchner    | 1:38:35.6 | 8                            | 1:46:35.6   |
| 14                | USA John Burritt        | 1:36:36.8 | 10                           | 1:46:36.8   |
| 15                | FIN Eero Laine          | 1:33:28.3 | 14                           | 1:47:28.3   |
| 16                | SWE Sven Agge           | 1:30:21.7 | 18                           | 1:48:21.7   |
| 17                | EUA Horst Nickel        | 1:32:28.9 | 16                           | 1:48:28.9   |
| 18                | FIN Pentti Taskinen     | 1:36:29.7 | 14                           | 1:50:29.7   |
| 19                | SWE Adolf Wiklund       | 1:30:07.8 | 24                           | 1:54:07.8   |
| 20                | EUA Kurt Hinze          | 1:36:36.5 | 18                           | 1:54:36.5   |
| 21                | USA Richard Mize        | 1:33:56.2 | 22                           | 1:55:56.2   |
| 22                | FRA René Mercier        | 1:26:13.2 | 30                           | 1:56:13.2   |
| 23                | USA Gustav Hanson       | 1:40:06.2 | 18                           | 1:58:06.2   |
| 24                | USA Larry Damon         | 1:33:38.2 | 26                           | 1:59:38.2   |
| 25                | FRA Victor Arbez        | 1:25:58.4 | 36                           | 2:01:58.4   |
| 26                | HUN Pál Sajgó           | 1:34:27.3 | 28                           | 2:02:27.3   |
| 27                | FRA Gilbert Mercier     | 1:29:16.6 | 34                           | 2:03:16.6   |
| 28                | FRA Paul Romand         | 1:28:48.4 | 36                           | 2:04:48.4   |
| 29                | GBR John Moore          | 1:40:50.8 | 28                           | 2:08:50.8   |
| 30                | GBR Norman Shutt        | 1:45:36.5 | 26                           | 2:11:36.5   |